# Hakavik kraftverk
Hakavik kraftverk är ett vattenkraftverk i Øvre Eikers kommun i Buskerud fylke i Norge. Det byggdes för att förse Drammensbanen med ström och drivs av vatten från sjön Øksne som leds i en 389 meter lång ledning till kraftverket vid sjön Eikerens strand.
Kraftverket, som invigdes 1922, var försett med fyra peltonturbiner på 3,5 megawatt vardera som producerade enfas växelström med frekvensen 16 2/3 Hertz. Strömmen överfördes med 55 kV som transformerades ned till 16 kV till kontaktledningen. För internt bruk fanns en generator för trefas växelström. Hakavik är tillsammans med Kjosfoss kraftverk det enda kraftverket i Norge som enbart producerar ström till järnvägen.

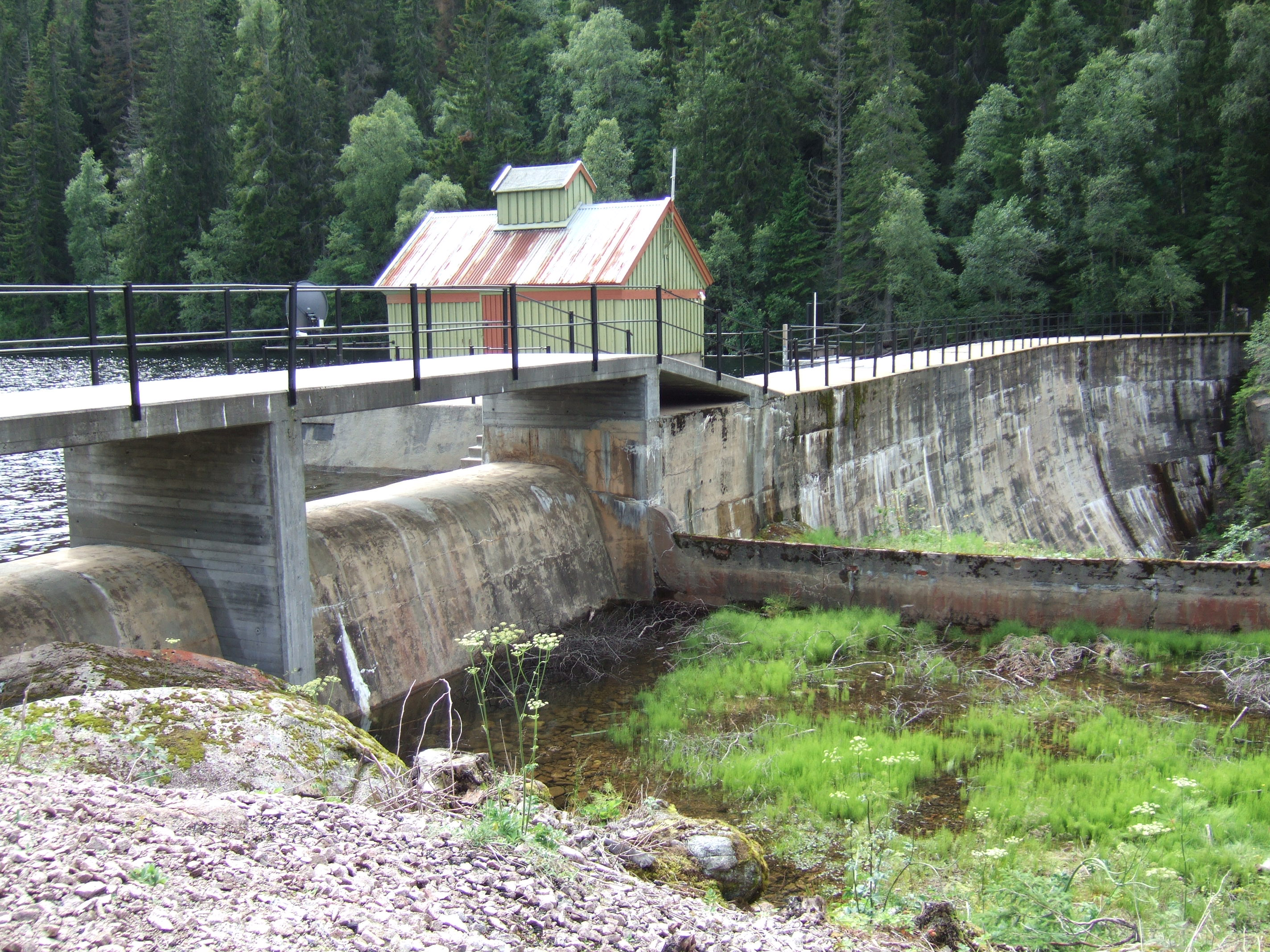
Kraftverksdammen i Øksne.

Det ritades av arkitekt Sigmund Brænne och är byggt i betong med tegelklädda ytterväggar. Kraftverket är i stort sett oförändrat sedan 1920-talet och det mesta av utrustningen finns kvar. Byggnaderna  skyddades av Riksantikvaren år 2020.

## Historia
Norska staten köpte fallrättigheterna år 1914, men utbyggnaden beslöts först två år senare. Byggnationen började 1917 och sysselsatte 500 personer. Arbetarna bodde i baracker medan högre tjänstemän med familjer bodde i nybyggda villor. El- och telefonledningar drogs från Eidsfoss och en väg byggdes längs västsidan av Eikeren.
Invigningen av järnvägen försenades två år på grund av strejker och både den och kraftverkets tre turbiner invigdes våren 1920. År 1936 tillkom ytterligare en turbin.
Två av turbinerna stängdes senare av men de andra fortsatte att producera el tills de ersattes av en ny trefas peltonturbin på 5,5 MW år 2019.